# Komet Bowell-Skiff
Komet Bowell-Skiff  (uradna oznaka je 140P/Bowell-Skiff ) je periodični komet z obhodno dobo okoli 16,2 let. 
Komet pripada Jupitrovi družini kometov .

## Odkritje[4]
Komet je našel na fotografski plošči Edward L. G. Bowell na Observatoriju Lowell, Arizona, ZDA. Ploščo je posnel Brian A. Skiff.